# Jean-Louis Schlesser
Jean-Louis Paul Schlesser (* 12. September 1948 in Nancy) ist ein französischer Allround-Automobilrennfahrer, zweifacher Gewinner der Sportwagen-Weltmeisterschaft (1989 und 1990) und zweifacher Gewinner der Rallye Dakar (1999 und 2000) sowie Veranstalter und bis 2014 sechsfacher Gewinner des Africa Eco Race.

## Karriere
1978 gewann Schlesser die Französische Formel-3-Meisterschaft.
In der Formel 1 war Schlesser weniger erfolgreich. 1983 kaufte er sich für zwei Rennen bei dem britischen Team RAM Racing ein. Im April bestritt er im RAM 01 das Race of Champions, ein Formel-1-Rennen ohne Weltmeisterschaftsstatus. Ohne im Qualifikationstraining eine gezeitete Runde absolviert zu haben, wurde Schlesser als 13. und letzter Pilot zum Rennen zugelassen. Er beendete das Rennen in Brands Hatch auf Rang sechs. Zuvor waren sechs vorplatzierte Fahrer ausgefallen. Eine Woche später meldete RAM ihn neben Eliseo Salazar zum Großen Preis von Frankreich. Schlesser verpasste hier die Qualifikation. Er war 0,7 Sekunden langsamer als sein Teamkollege, der sich ebenfalls nicht qualifizierte, und lag 9,1 Sekunden über der Pole-Zeit von Alain Prost (Renault). Schlesser gab daraufhin zunächst die Formel 1 auf, da er die von RAM geforderten Mittel für weitere Renneinsätze nicht aufbringen konnte. Fünf Jahre später kehrte Schlesser in die Formel 1 zurück. Am Großen Preis von Italien 1988 in Monza nahm er im Williams für den erkrankten Nigel Mansell teil und fuhr vom 22. Startplatz bis auf Rang 11 vor. Dabei blieb vor allem seine Kollision mit Ayrton Senna in Erinnerung.
Von 1988 bis 1991 fuhr Schlesser auf Sauber-Mercedes in der Sportwagen-Weltmeisterschaft und wurde 1988 Vize-Weltmeister sowie 1989 und 1990 zusammen mit Mauro Baldi auf den Gruppe-C-Silberpfeilen von Mercedes Sportwagen-Weltmeister. Schlesser startete siebenmal bei den 24 Stunden von Le Mans, dabei zweimal von der Pole-Position.
Er siegte 1999 und 2000 bei der Rallye Dakar mit eigenentwickelten Schlesser Buggys. Zuletzt nahm er in einem von einem GM-Motor angetriebenen Schlesser Original X.223 an verschiedenen Rallye-Raid-Veranstaltungen wie dem Africa Eco Race teil, welches er 2012 zum vierten Mal in Folge gewann. Sein letzter Kopilot war der Russe Konstantin Zhilstov.

## Sonstiges
- Schlesser ist der Neffe des 1968 beim Grand Prix von Frankreich tödlich verunglückten Jo Schlesser.
- In den ersten drei Teilen der französischen Filmreihe „Taxi“ wirkte Schlesser als Stuntfahrer mit.
- Schlesser hat einen 1990 geborenen Sohn, Anthony, mit der ehemaligen Tennisspielerin Mariana Simionescu[6][7] und war von 1992 bis 1998 in einer Beziehung mit Jutta Kleinschmidt.[8]

## Statistik

### Le-Mans-Ergebnisse
| Jahr | Team                          | Fahrzeug          | Teamkollege        | Teamkollege           | Platzierung            | Ausfallgrund       |
| ---- | ----------------------------- | ----------------- | ------------------ | --------------------- | ---------------------- | ------------------ |
| 1981 | Jean Rondeau                  | Rondeau M379      | Jacky Haran        | Philippe Streiff      | Rang 2 und Klassensieg |                    |
| 1982 | BMW Cassetten Team GS Sport   | Sauber SHS C6     | Dieter Quester     | Hans-Joachim Stuck    | Ausfall                | Motorlager         |
| 1983 | Preston Henn T-Bird Swap Shop | Porsche 956       | Claude Ballot-Léna | Preston Henn          | Rang 10                |                    |
| 1984 | New-Man Joest Racing          | Porsche 956       | Stefan Johansson   | Mauricio de Narváez   | Ausfall                | Zylinder überhitzt |
| 1986 | Silk Cut Jaguar               | Jaguar XJR-6      | Eddie Cheever      | Derek Warwick         | Ausfall                | Aufhängung         |
| 1989 | Team Sauber Mercedes          | Sauber C9         | Alain Cudini       | Jean-Pierre Jabouille | Rang 5                 |                    |
| 1991 | Team Sauber Mercedes          | Mercedes-Benz C11 | Alain Ferté        | Jochen Mass           | Ausfall                | Motorschaden       |

### Einzelergebnisse in der Sportwagen-Weltmeisterschaft
| Saison | Team                         | Rennwagen                            | 1   | 2   | 3   | 4   | 5   | 6   | 7   | 8   | 9   | 10  | 11  | 12  | 13  | 14  | 15  | 16  | 17  |
| ------ | ---------------------------- | ------------------------------------ | --- | --- | --- | --- | --- | --- | --- | --- | --- | --- | --- | --- | --- | --- | --- | --- | --- |
| 1977   | KWS Racing                   | Ford Escort                          | DAY | MUG | DIJ | MON | SIL | NÜR | VAL | PER | WAT | EST | LEC | MOS | IMO | SAL | BRH | HOK | VAL |
| 1977   | KWS Racing                   | Ford Escort                          |     |     | DNF |     |     |     |     |     |     |     |     |     |     |     |     |     |     |
| 1979   | Jacques Guérin Smadja Racing | Porsche 911 BMW 530                  | DAY | SEB | MUG | TAL | DIJ | RIV | SIL | NÜR | LEM | PER | DAY | WAT | SPA | BRH | ROA | VAL | ELS |
| 1979   | Jacques Guérin Smadja Racing | Porsche 911 BMW 530                  |     |     |     |     | 15  |     | 7   |     |     |     |     |     | DNF | 13  |     |     |     |
| 1980   | Jacques Guérin               | Porsche 934                          | DAY | BRH | SEB | MUG | MON | RIV | SIL | NÜR | LEM | DAY | WAT | SPA | MOS | ROA | VAL | DIJ |     |
| 1980   | Jacques Guérin               | Porsche 934                          |     | 16  |     | 9   |     |     |     |     |     |     |     |     |     |     |     |     |     |
| 1981   | Jean Rondeau KWS Motorsport  | Rondeau M379 Ford Capri              | DAY | SEB | MUG | MON | RIV | SIL | NÜR | LEM | PER | DAY | WAT | SPA | MOS | ROA | BRH |     |     |
| 1981   | Jean Rondeau KWS Motorsport  | Rondeau M379 Ford Capri              |     |     |     |     |     |     |     | 2   |     |     |     | DNF |     |     |     |     |     |
| 1982   | Sauber                       | Sauber SHS C6                        | MON | SIL | NÜR | LEM | SPA | MUG | FUJ | BRH |     |     |     |     |     |     |     |     |     |
| 1982   | Sauber                       | Sauber SHS C6                        | DNF |     |     |     |     |     |     |     |     |     |     |     |     |     |     |     |     |
| 1983   | Preston Henn                 | Porsche 956                          | MON | SIL | NÜR | LEM | SPA | FUJ | KYA |     |     |     |     |     |     |     |     |     |     |
| 1983   | Preston Henn                 | Porsche 956                          | 10  |     |     |     |     |     |     |     |     |     |     |     |     |     |     |     |     |
| 1984   | Joest Racing                 | Porsche 956                          | MON | SIL | LEM | NÜR | BRH | MOS | SPA | IMO | FUJ | KYA | SAN |     |     |     |     |     |     |
| 1984   | Joest Racing                 | Porsche 956                          | DNF |     |     |     |     |     |     |     |     |     |     |     |     |     |     |     |     |
| 1985   | TWR Jaguar                   | Jaguar XJR-6                         | MUG | MON | SIL | LEM | HOK | MOS | SPA | BRH | FUJ | SEL |     |     |     |     |     |     |     |
| 1985   | TWR Jaguar                   | Jaguar XJR-6                         |     |     |     |     |     | 3   | DNF | DNF |     |     |     |     |     |     |     |     |     |
| 1986   | Jaguar                       | Jaguar XJR-6                         | MON | SIL | LEM | NÜN | BRH | JER | NÜR | SPA | FUJ |     |     |     |     |     |     |     |     |
| 1986   | Jaguar                       | Jaguar XJR-6                         | DNF | 7   | DNF | 17  | 4   | DNF | DNF | 5   | 17  |     |     |     |     |     |     |     |     |
| 1987   | Sauber                       | Sauber C9                            | JAR | JER | MON | SIL | LEM | NÜN | BRH | NÜR | SPA | FUJ |     |     |     |     |     |     |     |
| 1987   | Sauber                       | Sauber C9                            |     |     |     |     |     | 7   |     |     |     |     |     |     |     |     |     |     |     |
| 1988   | Sauber                       | Sauber C9                            | JER | JAR | MON | SIL | LEM | BRÜ | BRH | NÜR | SPA | FUJ | SAN |     |     |     |     |     |     |
| 1988   | Sauber                       | Sauber C9                            | 1   | 2   | 2   | 2   |     | 1   | 3   | 1   | 3   | 5   | 1   |     |     |     |     |     |     |
| 1989   | Sauber                       | Sauber C9                            | SUZ | DIJ | JAR | BRH | NÜR | DON | SPA | MEX |     |     |     |     |     |     |     |     |     |
| 1989   | Sauber                       | Sauber C9                            | 1   | 2   | 1   | 3   | 1   | 1   | DNF | 1   |     |     |     |     |     |     |     |     |     |
| 1990   | Sauber                       | Sauber C9 Mercedes-Benz C11          | SUZ | MON | SIL | SPA | DIJ | NÜR | DON | MOT | MEX |     |     |     |     |     |     |     |     |
| 1990   | Sauber                       | Sauber C9 Mercedes-Benz C11          | 1   | 1   | DNF | 8   | 1   | 1   | 1   | 1   | DNF |     |     |     |     |     |     |     |     |
| 1991   | Sauber                       | Mercedes-Benz C11 Mercedes-Benz C291 | SUZ | MON | SIL | LEM | NÜR | MAG | MEX | AUT |     |     |     |     |     |     |     |     |     |
| 1991   | Sauber                       | Mercedes-Benz C11 Mercedes-Benz C291 | 2   | 3   | 4   | DNF | DNF | DNF | DNF | 5   |     |     |     |     |     |     |     |     |     |